# Tošihiro Aojama
Tošihiro Aojama (japonsko 青山 敏弘), japonski nogometaš, * 22. februar 1986.
Za japonsko reprezentanco je odigral 12 uradnih tekem.